# Pavel Datsyuk
Pavel Valerievich Datsyuk (ruso: Павел Валерьевич Дацюк, 20 de julio de 1978) también conocido como The Magic Man, es un jugador profesional ruso de hockey sobre hielo y capitán de SKA Saint 
Petersburg de la Kontinental Hockey League (KHL). Sus derechos en la NHL están siendo sostenidos actualmente por los Arizona Coyotes. Anteriormente jugó para los Detroit Red Wings de la Liga Nacional de Hockey (NHL) de 2001 a 2016 antes de retirarse de la NHL. El 27 de enero de 2017, en una ceremonia durante el Fin de Semana de las Estrellas en Los Ángeles, Datsyuk se convirtió en parte del segundo grupo de jugadores a ser nombrado uno de los "100 mejores jugadores de la NHL" en la historia, y fue el único jugador activo fuera de la NHL en el momento del anuncio.
Datsyuk ganó la Copa Stanley en 2002 y 2008 con los Red Wings, y la Copa Gagarin en 2017 con SKA San Petersburgo. Formó parte del equipo nacional de hockey sobre hielo de Rusia en los Juegos Olímpicos en 2002, 2006, 2010 y fue capitán del equipo en 2014.
Datsyuk ganó el Trofeo Frank J. Selke como el mejor delantero defensivo de la NHL en la temporada 2007-08, 2008-09 y 2009-10 de la NHL. También ha ganado de forma consecutiva cuatro trofeos Lady Byng, de 2006 a 2009, premiados por su desempeño y deportividad. Fue nominado para el Trofeo Hart como el jugador más valioso de la NHL después de la temporada 2008-09. Datsyuk es bien conocido por su juego defensivo de élite y habilidades ofensivas que cambian el juego.

## Sus inicios
Datsyuk nació en Sverdlovsk (Cвердловск) (ahora Ekaterimburgo), en la región de los Urales de la entonces Unión Soviética (ahora Rusia). Sus padres lo han llamado por su nombre corto "Pasha" desde una edad temprana. Su infancia tuvo más que su parte justa de dificultades, especialmente a la edad de 16 años, cuando su madre murió. Mientras Datsyuk mostró habilidades de hockey por encima del promedio, a menudo fue pasado por alto por los escuchas debido a su tamaño más pequeño. Él comenzó a jugar para el club de la granja de Dynamo Yekaterinburg a mediados de los años 90, aunque él parecía dirigido a una carrera sin distinciones hasta que el entrenador olímpico reconocido Vladimir Krikunov comenzó a entrenar al equipo.
El muchacho "con la caminata torpe" llamó la atención de Krikunov, pero no sobre el hielo. En cambio, Datsyuk sobresalió en el campo de fútbol, donde su anticipación, visión e inteligencia eran más evidentes. Bajo Krikunov, Datsyuk se convirtió en un jugador de dos vías especialmente eficiente y comenzó a llamar la atención de los hinchas rusos. Sin embargo, pesar de sus tempranos éxitos, él no fue seleccionado en los drafts de la NHL de 1996 y 1997.

## Carrera como jugador

### Sus inicios en Rusia
Datsyuk fue notado por primera vez por el director europeo de escuchas de Detroit Red Wings Håkan Andersson en el verano de 1997-98. Andersson estaba en Moscú para buscar al defensa Dmitri Kalinin, pero el que llamó su atención fue Datsyuk, descrito como "este pequeño del otro equipo". Andersson hizo otro viaje para ver a Datsyuk y habría ido por tercera vez, aunque su vuelo fue cancelado debido a una tormenta. Un escucha de los St. Louis Blues estaba programado para volar en el avión también, y como resultado de la tormenta, Andersson cree que fue el único escucha de la NHL que vio jugar a Datsyuk antes del draft de la NHL de 1998, cuando el Red Wings lo escogieron en el lugar 171.º en general.

### Carrera en la NHL

#### 2001–2005
Cuando Datsyuk comenzó su carrera en la NHL para los Red Wings, sus mentores, entre ellos las estrellas soviéticas Igor Larionov y Sergei Fedorov, así como el capitán de Detroit, Steve Yzerman, lo ayudaron a aprender su camino en la NHL. Fue puesto en una línea con Brett Hull y Boyd Devereaux y tuvo un primer año moderadamente productivo. La longitud y la dificultad de la temporada de la NHL llegó a él eventualmente, lo que le obligó a sentarse un número de juegos al final del año en la preparación de la postemporada de la Copa Stanley. Contribuyó con tres goles y tres asistencias en la carrera de los Red Wings por la Copa Stanley de 2002 .

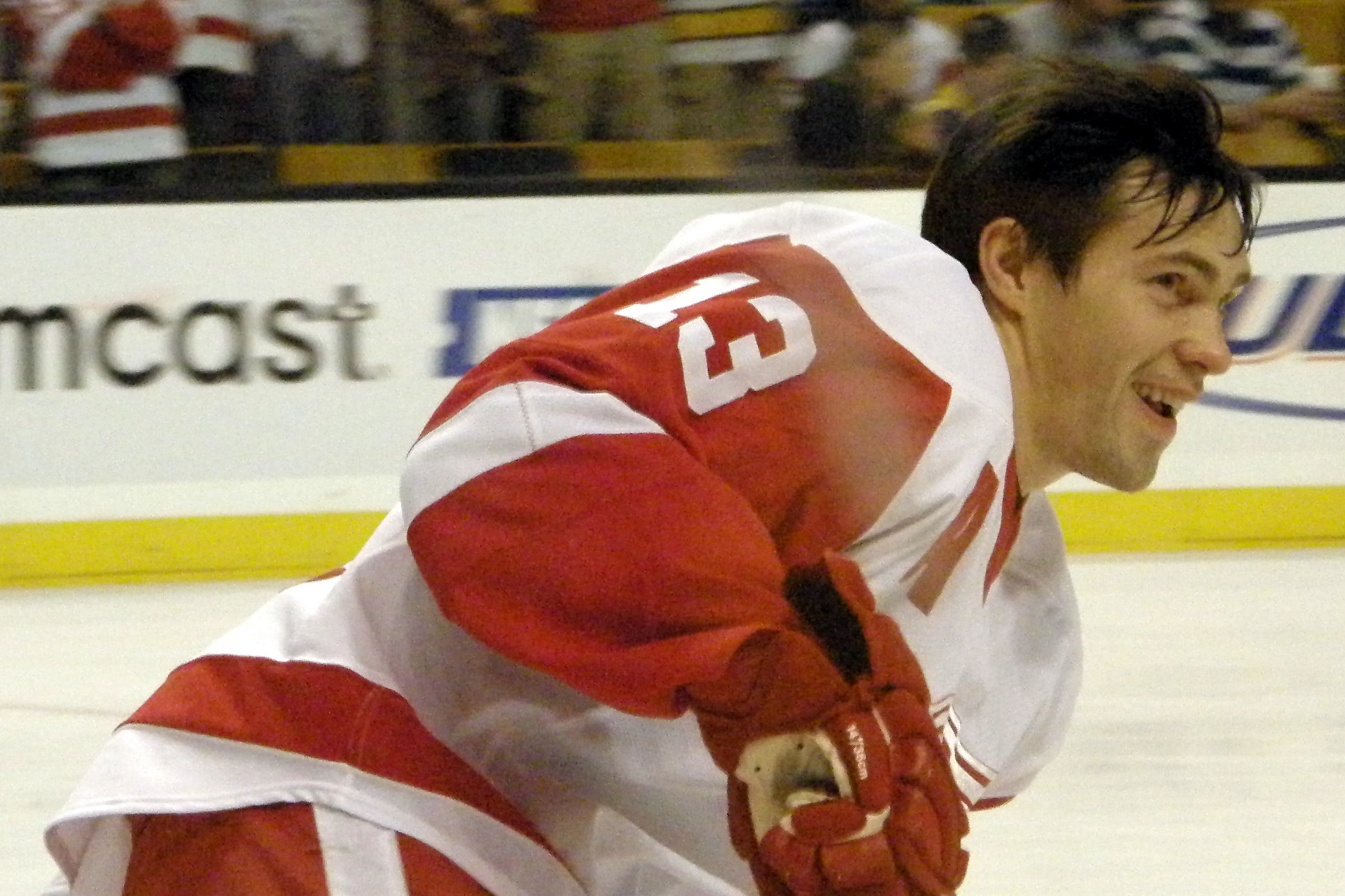
Datsyuk calienta antes de un partido

Las expectativas eran altas para la segunda temporada de Datsyuk, particularmente con la adición al equipo de otro prospecto altamente aclamado, Henrik Zetterberg. Zetterberg reemplazó a Boyd Devereaux en la línea Datsyuk-Hull, y así nació la famosa versión de "Línea de dos niños y una vieja cabra". Él jugó solamente 64 juegos debido a una lesión de la rodilla pero terminó con 51 puntos en la temporada. Su desempeño en la postemporada fue decepcionante, sin embargo, fue igual que todo el equipo de los Red Wings; Detroit fue barrido por los Anaheim Mighty Ducks en la primera ronda y Datsyuk fue dejado sin puntos.
La salida de Sergei Fedorov en la temporada baja de 2003 hizo el espacio para que Datsyuk suba a la prominencia en los Red Wings. Aprovechó su elevado tiempo en el hielo, donde sus habilidades de armador le ganó un lugar en el Juego de Estrellas de la NHL de 2004. En la postemporada de 2004, no tuvo goles y seis asistencias en 12 juegos antes de que Detroit fuera eliminado en la segunda ronda por los Calgary Flames.
Datsyuk se convirtió en un agente libre restringido durante la temporada baja de 2004-05 pero no pudo llegar a un acuerdo con los Red Wings a pesar de repetidas declaraciones de su agente, Gary Greenstin, indicando su deseo de permanecer en Detroit. Él eligió no tomar la disputa del sueldo en arbitraje, y en lugar jugó con el Dynamo Moscow durante la huelga de la NHL 2004-05. El 4 de septiembre de 2005, Datsyuk firmó un contrato de un año con el Avangard Omsk de la Superliga rusa (RSL), donde el Dynamo Moscow igualó la oferta dos días más tarde, manteniendo al jugador.
El 19 de septiembre de 2005, el día en que el comité de arbitraje de la RSL fue establecido para determinar qué club tenía los derechos de Datsyuk, Datsyuk llegó a un acuerdo de dos años con los Red Wings por un total de $7,8 millones de dólares.

#### 2005–2010
Durante la temporada 2005-06, el alto nivel de juego de Datsyuk, combinado con su deportividad (sólo 22 minutos de penalización en toda la temporada), le valió el trofeo Lady Byng, el primero de cuatro premios consecutivos. Datsyuk también ganó un lugar en el equipo nacional ruso para los Juegos Olímpicos de Invierno 2006 en Turín, Italia.
Durante la temporada 2006-07, Datsyuk debutó el nuevo palo de hockey de Reebok, con agujeros perforados en el eje para hacerlo más aerodinámico, llamado el 9KO. Completó la temporada igualando el total de su campaña anterior de 87 puntos. Antes del comienzo de la postemporada, el 6 de abril de 2007, Datsyuk firmó una extensión de contrato por siete años y $46.9 millones de dólares con los Red Wings. Luego ayudó a Detroit a avanzar a las Finales de la Conferencia Oeste contra los eventuales campeones de la Copa Stanley, los Anaheim Ducks, contribuyendo con 16 puntos en 18 partidos.

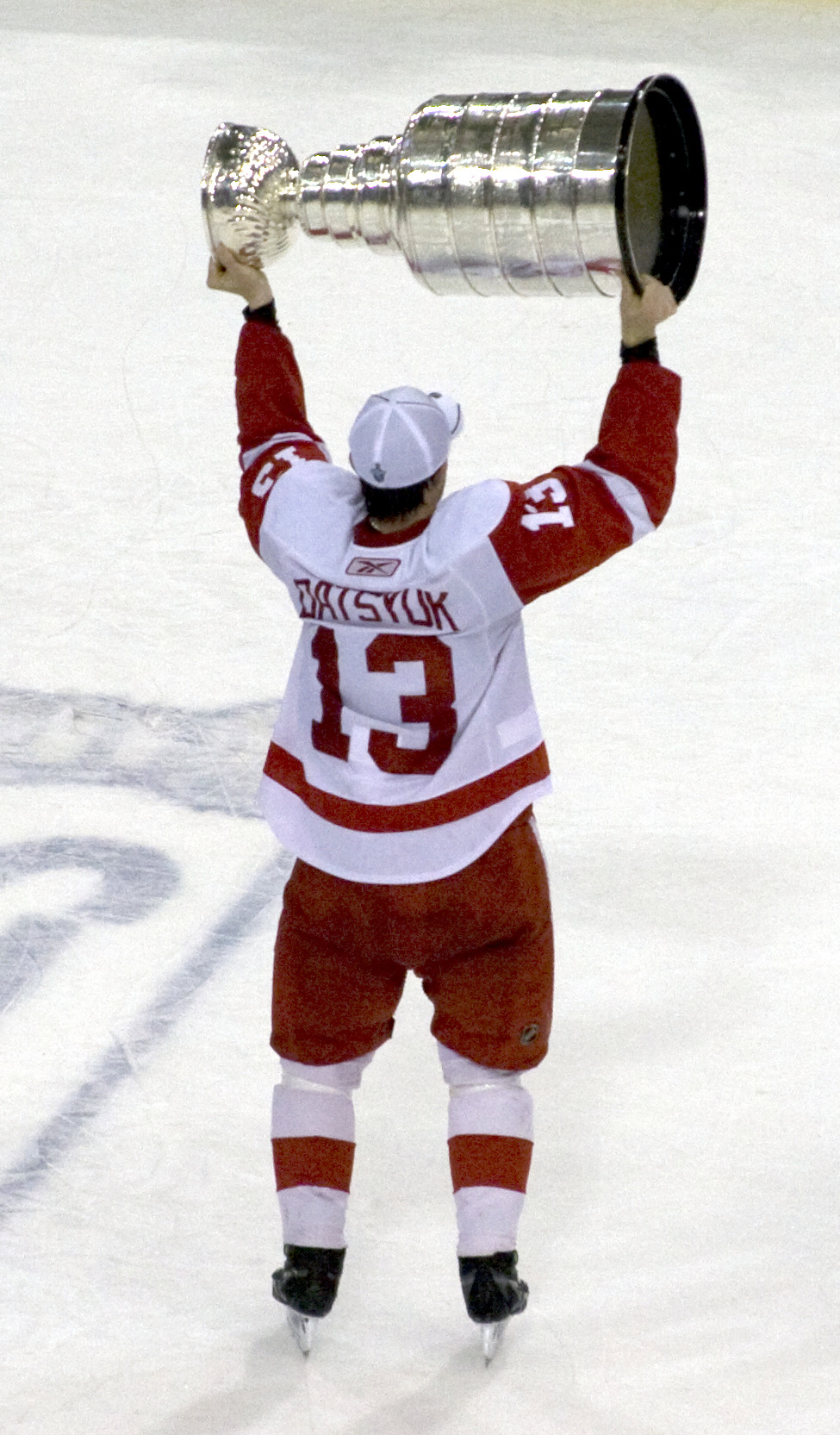
Datsyuk levantando la Copa Stanley en 2008

En 2007-08, Datsyuk fue votado por los aficionados de la NHL, junto con sus compañeros de equipo Nicklas Lidström y Henrik Zetterberg, para iniciar por la Conferencia Oeste en el Juego de las Estrellas 2008 en el Philips Arena en Atlanta. Él pasó a tener un año de carrera, anotando 97 puntos (mayor cantidad del equipo) en 82 juegos, mientras también lideraba a todos los delanteros de los Red Wings en tiros bloqueados. En liderar al equipo en anotación, se unió a Ted Lindsay, Gordie Howe y Steve Yzerman como los únicos jugadores en la historia de la franquicia en hacerlo en tres temporadas consecutivas. Entrando en la postemporada, Datsyuk anotó el primer hat-trick de su carrera en la NHL el 12 de mayo de 2008, en una victoria 5-2 sobre los Dallas Stars en el Juego 3 de las Finales de la Conferencia Oeste, en ruta a un enfrentamiento en las Finales con los Pittsburgh Penguins. En el Juego 6 de la serie, Datsyuk registró dos asistencias en una victoria por 3-2 para obtener el 11° título de la Copa Stanley del equipo y su cuarto en 11 años.
Habiendo liderado la NHL en 2007-08 con un más-menos de +41 y 144 takeaways (58 más que el segundo mejor total de 86, de Mike Modano), Datsyuk fue galardonado con el trofeo Frank J. Selke como el mejor delantero defensivo de la Liga. Con sólo 20 minutos de penalidad, también ganó el trofeo Lady Byng. En la votación para el Selke, Datsyuk recibió 537 puntos (43 votos de primer lugar), mientras que John Madden de los New Jersey Devils recibió 447 puntos y el compañero de línea de Datsyuk, Henrik Zetterberg, recibió 425 puntos. En la votación por el Lady Byng, Datsyuk recibió 985 puntos (75 votos de primer lugar). Además, Datsyuk se convirtió en el primer jugador de la NHL en ganar el Lady Byng tres veces consecutivas en más de 70 años, desde que Frank Boucher de los New York Rangers ganó de 1933 a 1935. Datsyuk y Ron Francis son los únicos jugadores que han sido galardonados tanto con el trofeo Selke y el trofeo Lady Byng durante sus carreras.
Datsyuk fue seleccionado para su tercer Juego de Estrellas de la NHL en 2009, pero debido a una lesión en la cadera, no participó. Sin embargo, según una nueva política de la Liga estableciendo que los jugadores deben demostrar lesión al haber perdido al menos un partido antes del Juego de las Estrellas, Datsyuk fue suspendido un juego, junto con su compañero de equipo Nicklas Lidström, por no asistir.
Datsyuk terminó la temporada 2008-09 con 97 puntos (32 goles y 65 asistencias), igualando el total más alto de su carrera. También ganó el Trofeo Frank J. Selke, superando a Mike Richards de los Philadelphia Flyers y a Ryan Kesler de los Vancouver Canucks, y ganó el Lady Byng por cuarta temporada consecutiva. Datsyuk también recibió una nominación para el Premio al Mejor Jugador de la NHL en los premios ESPY, pero perdió ante Sidney Crosby de los Pittsburgh Penguins.
Datsyuk terminó con su total de puntos más bajo a final de la temporada desde el cierre patronal en la temporada 2009-10, anotando 70 puntos en 82 juegos. Como resultado de las lesiones en el principio de temporada del francotirador Johan Franzén, del centro Valtteri Filppula y del defensa Niklas Kronwall, los Red Wings lucharon por encontrar consistencia. Sin embargo, un fuerte final escaló al equipo desde el noveno puesto en la Conferencia Oeste en febrero hasta el quinto lugar, y otra temporada de 100 puntos. Datsyuk anotó los dos primeros goles en el Juego 7 de la primera ronda contra los Phoenix Coyotes, incluyendo un deke en breakaway sobre Ilya Bryzgalov, que envió a los Wings a la segunda ronda por cuarta postemporada consecutiva. Los Red Wings, sin embargo, perdieron en cinco partidos ante los San Jose Sharks.

#### 2010–2016

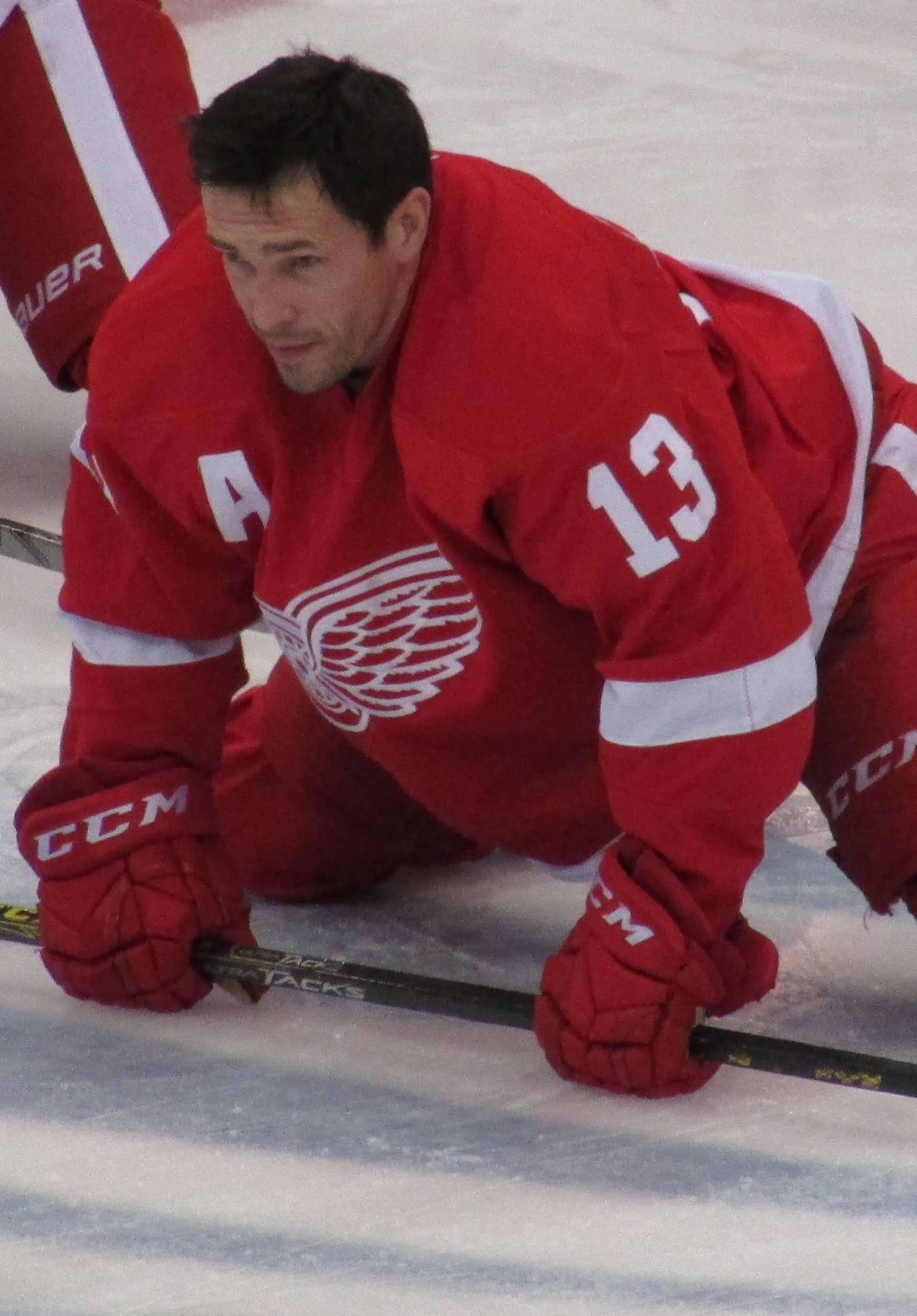
Datsyuk estirándose antes de un juego de Alas Rojo en 2015.

Datsyuk logró un triplete Gordie Howe (gol+asistencia+pelea) en la noche de apertura de la temporada 2010-11 contra los Anaheim Ducks con un gol, una asistencia y una pelea, que llegó contra Corey Perry. Datsyuk volvió a ser impresionante en la postemporada de 2011, liderando a su equipo con 15 puntos en 11 partidos. Como los Red Wings cayeron a 0-3 contra los San Jose Sharks en la segunda ronda (lo que también sucedió el año anterior), Datsyuk casi llevó a su equipo de vuelta del déficit para ganar la serie; una asistencia ganadora en el Juego 5 al gol de Tomas Holmström, una asistencia ganadora en el Juego 6 al gol de Valtteri Filppula y un gol de revés tardío en el Juego 7 resaltó el heroísmo de Datsyuk en un eventual esfuerzo perdido.
Durante toda la pretemporada de 2011, Datsyuk llevaba la camiseta número 24 como homenaje a su excompañero de equipo Ruslan Salei, que pereció el 7 de septiembre de 2011, en el accidente del Yak-42 del Lokomotiv Yaroslavl, junto con otros 43. Datsyuk fue candidato en inicios de temporada para el trofeo Hart, otorgado al Jugador Más Valioso de la Liga, hasta que una lesión en la rodilla en febrero forzó a los Red Wings a caer en mala racha. El equipo cayó desde el primer puesto en febrero hasta el quinto lugar al final de la temporada, donde enfrentaron a los Nashville Predators en la primera ronda, perdiendo la serie cuatro partidos a uno. Datsyuk terminó la temporada con 67 puntos en 70 juegos en la temporada regular, y también fue nombrado para el Juego de las Estrellas de la NHL de 2012 en Ottawa.
Cuando la NHL entró en su segundo paro laboral en ocho años en 2012-13, Datsyuk siguió a otros jugadores prominentes de la NHL, como Alexander Ovechkin y Evgeni Malkin, y se fue a jugar en el extranjero; Firmó con CSKA Moscow de la Kontinental Hockey League (KHL) en septiembre. Datsyuk consiguió 36 puntos en 31 partidos.
Cuando el juego en la NHL se reanudó en enero de 2013, Datsyuk volvió a los Red Wings y logró anotar 49 puntos en 47 juegos. Detroit llegaría a la segunda ronda de los playoffs de 2013 antes de ser derrotado por los eventuales campeones, los Chicago Blackhawks, en siete juegos luego de un gol en tiempo extra de Brent Seabrook. Los Red Wings perdieron la serie a pesar de estar por delante tres partidos a uno. Más tarde en la temporada baja de 2013, Datsyuk firmó una extensión de tres años para quedarse con Detroit.
El 14 de febrero de 2016, Datsyuk se convirtió en el sexto jugador de los Red Wings en alcanzar el hito de 900 puntos y el quinto jugador ruso en hacerlo. Datsyuk fue nombrado Primera Estrella de la Semana para la semana que finalizó el 15 de febrero de 2016. Compartió el liderato de la liga con cinco goles y empató en el segundo puesto con siete puntos en cuatro partidos para ayudar a liderar a los Red Wings a conseguir siete de ocho puntos posibles de clasificación.
El 18 de junio de 2016, Datsyuk anunció que dejaba a los Red Wings para jugar en Rusia, poniendo fin a su carrera de 14 años con los Detroit Red Wings. Él dejó a los Red Wings habiendo ganado dos Copas Stanley (en 2002 y 2008), cuatro trofeos consecutivos Lady Byng (2006, 2007, 2008 y 2009), 953 juegos jugados y 918 puntos. Datsyuk, al irse, fue también el último miembro restante del equipo del Campeonato de la Copa Stanley de los Detroit Red Wings en 2002.
El 24 de junio de 2016, los Red Wings traspasaron el contrato de Datsyuk a los Arizona Coyotes junto con la selección número 16 en el sorteo de la NHL de 2016, a cambio de la selección número 20, la selección número 53 y Joe Vitale.

### Regreso a Rusia
El 8 de julio de 2016, Datsyuk firmó un contrato de dos años con SKA Saint Petersburg de la KHL. Durante la temporada 2016-17, Datsyuk registró 12 goles y 22 asistencias en 44 partidos de temporada regular y ayudó a liderar a SKA Saint Petersburg a la Copa Gagarin en su primera temporada de regreso en la KHL.

## Vida personal
A la edad de 18 años, Datsyuk conoció a su futura esposa Svetlana en Sverdlovsk. Se casaron tres años después y tuvieron una hija llamada Elizabeth en 2004. Se divorciaron en 2010. Datsyuk casó por segunda vez en 2012; su nueva esposa se llama María. El 23 de abril de 2014, dio a luz a su segunda hija llamada Vasilisa. Su tercer hijo, un varón llamado Pavel Jr., nació en febrero de 2017.
Él es cristiano ortodoxo ruso.

## Logros en su carrera

### Internacional
- Medalla de Oro en el Campeonato mundial — 2012
- Mejor delantero en el Campeonato mundial — 2010
- Equipo de Estrellas en el Campeonato mundial — 2010
- Nombrado Capitán del equipo nacional masculino de hockey sobre hielo de Rusia para las Olimpiadas de Invierno de 2014 en Sochi.

### NHL
- 2x Campeón de la Copa Stanley (Detroit Red Wings) - 2002, 2008.
- Segundo Equipo de Estrellas de la NHL - 2009.
- Seleccionado para el Juego de las Estrellas de la NHL - 2004, 2008, 2009*, 2012.
- Jugó en el partido de Jóvenes Estrellas de la NHL - 2002.
- Trofeo Lady Byng - 2006, 2007, 2008, 2009.
- Trofeo Frank J. Selke - 2008, 2009, 2010.
- Premio Más-Menos de la NHL - 2008.
- Jugador ofensivo del mes de la NHL - diciembre de 2003.
- Carhartt "Jugador Más Trabajador" del mes - diciembre de 2007.
- Encuesta de los jugadores de la NHL 2010-11: Más difícil de quitarle el puck; Jugador más limpio.[27]
- Encuesta de los jugadores de la NHL 2011-12: Jugador más inteligente; Más difícil de jugar en contra; Más difícil de quitarle el puck; El más difícil de detener; Jugador más limpio; Delantero más difícil de jugar en contra.[27]
- Trofeo Kharlamov - 2011, 2013: Votado como mejor jugador ruso de la NHL por jugadores rusos de la NHL.
- Seleccionado como uno de los 100 mejores jugadores en la historia de la NHL (2017).[28]

* No asistimó

### KHL
- 1x Campeón de la Copa Gagarin (SKA San Petersburgo) - 2017
- 2x KHL All Star 2013, 2017

## Estadística de carrera

### Temporadas regulares y postemporada
| Temporada | Equipo                | Liga |  | PJ  | G   | A   | Pts | PIM |  | PJ  | G  | A  | Pts | PIM |
| --------- | --------------------- | ---- |  | --- | --- | --- | --- | --- |  | --- | -- | -- | --- | --- |
| 1996–97   | Spartak Yekaterinburg | RSL  |  | 18  | 2   | 2   | 4   | 4   |  | --  | -- | -- | --  | --  |
| 1997–98   | Dynamo Yekaterinburg  | RSL  |  | 24  | 3   | 5   | 8   | 4   |  | --  | -- | -- | --  | --  |
| 1998-99   | Dynamo Yekaterinburg  | RSL  |  | 22  | 12  | 15  | 27  | 12  |  | 9   | 3  | 7  | 10  | 10  |
| 1999-00   | Ak Bars de Kazán      | RSL  |  | 15  | 1   | 3   | 4   | 4   |  | --  | -- | -- | --  | --  |
| 2000-01   | Ak Bars de Kazán      | RSL  |  | 42  | 9   | 17  | 26  | 10  |  | 4   | 0  | 1  | 1   | 2   |
| 2001–02   | Detroit Red Wings     | NHL  |  | 70  | 11  | 24  | 35  | 4   |  | 21  | 3  | 3  | 6   | 2   |
| 2002–03   | Detroit Red Wings     | NHL  |  | 64  | 12  | 39  | 51  | 16  |  | 4   | 0  | 0  | 0   | 0   |
| 2003–04   | Detroit Red Wings     | NHL  |  | 75  | 30  | 38  | 68  | 35  |  | 12  | 0  | 6  | 6   | 2   |
| 2004–05   | Dynamo Moscow         | RSL  |  | 47  | 15  | 17  | 32  | 16  |  | 10  | 6  | 3  | 9   | 4   |
| 2005–06   | Detroit Red Wings     | NHL  |  | 75  | 28  | 59  | 87  | 22  |  | 5   | 0  | 3  | 3   | 0   |
| 2006–07   | Detroit Red Wings     | NHL  |  | 79  | 27  | 60  | 87  | 20  |  | 18  | 8  | 8  | 16  | 8   |
| 2007–08   | Detroit Red Wings     | NHL  |  | 82  | 31  | 66  | 97  | 20  |  | 22  | 10 | 13 | 23  | 6   |
| 2008–09   | Detroit Red Wings     | NHL  |  | 81  | 32  | 65  | 97  | 22  |  | 16  | 1  | 8  | 9   | 5   |
| 2009–10   | Detroit Red Wings     | NHL  |  | 80  | 27  | 43  | 70  | 18  |  | 12  | 6  | 7  | 13  | 8   |
| 2010–11   | Detroit Red Wings     | NHL  |  | 56  | 23  | 36  | 59  | 15  |  | 11  | 4  | 11 | 15  | 8   |
| 2011–12   | Detroit Red Wings     | NHL  |  | 70  | 19  | 48  | 67  | 14  |  | 5   | 1  | 2  | 3   | 2   |
| 2012–13   | CSKA Moscow           | KHL  |  | 31  | 11  | 25  | 36  | 4   |  | --  | -- | -- | --  | --  |
| 2012–13   | Detroit Red Wings     | NHL  |  | 47  | 15  | 34  | 49  | 14  |  | 14  | 3  | 6  | 9   | 4   |
| 2013–14   | Detroit Red Wings     | NHL  |  | 45  | 17  | 20  | 37  | 6   |  | 5   | 3  | 2  | 5   | 0   |
| 2014–15   | Detroit Red Wings     | NHL  |  | 63  | 26  | 39  | 65  | 8   |  | 7   | 3  | 2  | 5   | 2   |
| 2015–16   | Detroit Red Wings     | NHL  |  | 66  | 16  | 33  | 49  | 14  |  | 5   | 0  | 0  | 0   | 4   |
| 2016–17   | SKA Saint Petersburg  | KHL  |  | 44  | 12  | 22  | 34  | 14  |  | 7   | 3  | 5  | 8   | 27  |
|           | Totales NHL           |      |  | 953 | 314 | 604 | 918 | 228 |  | 157 | 42 | 71 | 113 | 55  |
|           | Totales RSL           |      |  | 168 | 42  | 60  | 102 | 50  |  | 23  | 9  | 11 | 20  | 16  |
|           | Totales KHL           |      |  | 75  | 23  | 47  | 70  | 18  |  | 7   | 3  | 5  | 8   | 27  |

### Internacional
| Año             | Equipo          | Evento          | Resultado         | PJ | G  | A  | Pts | PIM |
| --------------- | --------------- | --------------- | ----------------- | -- | -- | -- | --- | --- |
| 2001            | Rusia           | WC              | 6.º               | 7  | 0  | 4  | 4   | 0   |
| 2002            | Rusia           | Oly             | Medalla de bronce | 6  | 1  | 2  | 3   | 0   |
| 2003            | Rusia           | WC              | 7.º               | 7  | 1  | 4  | 5   | 0   |
| 2004            | Rusia           | WCH             | 5.º               | 4  | 1  | 0  | 1   | 0   |
| 2005            | Rusia           | WC              | Medalla de bronce | 9  | 3  | 4  | 7   | 0   |
| 2006            | Rusia           | Oly             | 4.º               | 8  | 1  | 7  | 8   | 10  |
| 2010            | Rusia           | Oly             | 6.º               | 4  | 1  | 2  | 3   | 2   |
| 2010            | Rusia           | WC              | Medalla de plata  | 6  | 6  | 1  | 7   | 0   |
| 2012            | Rusia           | WC              | Medalla de oro    | 10 | 3  | 4  | 7   | 2   |
| 2014            | Rusia           | Oly             | 5.º               | 5  | 2  | 4  | 6   | 0   |
| 2016            | Rusia           | WC              | Medalla de bronce | 10 | 1  | 10 | 11  | 0   |
| 2016            | Rusia           | WCH             | 4.º               | 2  | 0  | 2  | 2   | 0   |
| Totales seniors | Totales seniors | Totales seniors | Totales seniors   | 78 | 20 | 44 | 64  | 14  |